# Murga
Murga är en ort i Australien. Den ligger i kommunen Cabonne och delstaten New South Wales, i den sydöstra delen av landet, omkring 250 kilometer väster om delstatshuvudstaden Sydney.
Runt Murga är det mycket glesbefolkat, med 2 invånare per kvadratkilometer.. Närmaste större samhälle är Eugowra, omkring 18 kilometer väster om Murga.
Trakten runt Murga består till största delen av jordbruksmark. Genomsnittlig årsnederbörd är 773 millimeter. Den regnigaste månaden är februari, med i genomsnitt 149 mm nederbörd, och den torraste är november, med 27 mm nederbörd.